# Sextus Varius Marcellus
Sextus Varius Marcellus was een Romein uit de ridderlijke stand die later tot de rang van senator werd verheven.
Hij was familie van Septimius Severus. De nieuwe keizer stuurde hem in 197 naar Brittannië om Virius Lupus te helpen bij de wederopbouw van de provincie. Hoewel hij weinig administratieve ervaring bezat, diende Marcellus als provinciale procurator. Hij inde de belastingen en bestuurde Britannia op financieel gebied. Ook hield hij mogelijk toezicht op de toe-eigening van particulier land ten bate van de res privata van de keizer.
Hij trouwde Julia Soaemias en was de vermeende vader van Varius Avitus Bassianus, de latere Romeinse keizer Elagabalus, die in 204 werd geboren.